# 井口村刃傷事件
井口村刃傷事件（いぐちむらにんじょうじけん）とは、文久元年（1861年）3月4日、土佐藩にて起こった刃傷事件。事件後の処分を巡って上士と郷士が対立し、緊張が高まった。

## 事件の経過
文久元年3月4日の夜、小姓組・山田新六の長男・山田広衛と茶道方・益永繁斎が、節句祝いの宴会の帰りに井口村（現・高知県高知市井口町）の永福寺という寺の門前で郷士・中平忠次郎と肩がぶつかる。当初、忠次郎は非を認め謝罪し立ち去ろうとしたが、相手を郷士と見た山田は酒の勢いもあり忠次郎を罵倒し口論に到る。
口論の末に逆上した山田は抜刀し、忠次郎もこれに応戦するが敵わず殺害されてしまう。
忠次郎に同行していた宇賀喜久馬は忠次郎の兄・池田寅之進にこの事態を知らせ、2人は急いで現場へ駆けつけるが、時既に遅く、忠次郎は殺害された後だった。近くの小川で刀を洗い、喉の渇きを潤している山田を発見した寅之進は背後から袈裟懸けに斬り掛かり山田を殺害、近くから提灯を借用して現場に戻ってきた繁斎も殺害した。
寅之進は当初、弟の亡骸を運ぼうとするが、現場に駆けつけた上士・諏訪助左衛門と上士・長屋孫四郎の2人が「死体をみだりに移動させることは禁じられている」と彼の行動を咎めた。その為、寅之進も一旦、弟の亡骸を寺の門前へと戻し、改めて上士たちの亡骸は山田家に、忠次郎の遺体は池田家へと引き取られる。
翌朝には事件は人々の知るところとなり、山田の家には上士達が、寅之進の家には郷士達が集まる。両者、互いに対決せんと息巻いており、一触即発の危機を迎えていた。この時、郷士側に当時25歳の坂本龍馬も参加したと伝えられる。
『維新土佐勤王史』には、「坂本等、一時池田の宅に集合し、敢て上士に対抗する気勢を示したり」とだけ記されている。 
事態は寅之進と喜久馬の切腹をもって終結した。
宇賀喜久馬の切腹は親族立会いの下、介錯をしたのが喜久馬の実兄である寺田知己之助（寺田利正。宇賀市良平の次男。18歳の時、同じく郷士の寺田久右衛門の養子となる。寺田寅彦の父親）であった。実弟を介錯した当時25歳の知己之助はその後、精神を病んだとも伝わっている。

## 事件後の対応
事件後、藩は山田の父新六を謹慎処分としたが、弟次郎八には家督の相続を許し、一方で事件に巻き込まれた形の松井家（益永家）と宇賀家は断絶処分、中平家と池田家は格禄（家格・禄高）没収との処分がなされた。この決定に郷士側の人々は憤り、事件より半年後に結成される「土佐勤王党」の勢力拡大へとつながる一つの要因ともなっていったと言われる。